# Financiamento de carbono
O financiamento de carbono é um ramo do financiamento ambiental que abrange ferramentas financeiras, como o comércio de emissões de carbono, para reduzir o impacto dos gases de efeito estufa (GEE) no meio ambiente, atribuindo um preço às emissões de carbono.
Riscos e oportunidades financeiras impactam os balanços das empresas, e os instrumentos baseados no mercado são capazes de transferir o risco ambiental e atingir os objetivos ambientais. As questões relativas às mudanças climáticas e às emissões de GEE devem ser abordadas como parte da tomada de decisões estratégicas da gestão.
O termo geral é aplicado a investimentos em projetos de redução de emissões de GEE e à criação (origem) de instrumentos financeiros negociáveis no mercado de carbono.

## História
O mercado de compra de carbono tem crescido exponencialmente desde sua concepção em 1996.
A seguir está o tamanho estimado do mercado mundial de carbono de acordo com o Banco Mundial.
Volume (milhões de toneladas métricas, MtCO2)
- 2005: 718 (330 nos principais mercados de permissões e 388 em transações baseadas em projetos)
- 2006: 1.745 (1.134 nos principais mercados de permissões e 611 em transações baseadas em projetos)
- 2007: 2.983 (2.109 nos principais mercados de permissões e 874 em transações baseadas em projetos)

O Protocolo de Kyoto de 1997 reconheceu o Mecanismo de Desenvolvimento Limpo (MDL) permitindo a compensação de emissões em países desenvolvidos pelo investimento em projetos de redução de emissões em países em desenvolvimento como China, Índia ou América Latina.
A Implementação Conjunta (JI), é outro mecanismo que permitiu investimentos em países desenvolvidos para gerar crédito de emissão para o mesmo ou outro país desenvolvido.

## Banco Mundial
O Banco Mundial criou a Unidade de Financiamento de Carbono (CFU) do Banco Mundial. O CFU do Banco Mundial usa dinheiro contribuído por governos e empresas em países da OCDE para comprar reduções de emissões de gases de efeito estufa baseadas em projetos em países em desenvolvimento e países com economias em transição. As reduções de emissão são compradas por meio de um dos fundos de carbono da CFU em nome do contribuinte e dentro da estrutura do Mecanismo de Desenvolvimento Limpo (CDM) ou Implementação Conjunta (JI) do Protocolo de Quioto. O Banco Mundial apóia particularmente o desenvolvimento do Programa de Atividades (PoA).